# Carl Kuntze
Carl Friedrich Harry (Harry) Kuntze (Rotterdam, 29 oktober 1922 – 26 mei 2006) was een Nederlandse roeier. Hij vertegenwoordigde Nederland eenmaal op de Olympische Spelen, maar won bij die gelegenheid geen medaille.
Hij maakte op 29-jarige leeftijd zijn olympisch debuut op de Olympische Spelen van 1952 in Helsinki. Hij nam met roeipartner Ben Binnendijk deel bij het roeien aan het onderdeel dubbel twee. De roeiwedstrijden zouden initieel plaatsvinden in speciaal hiervoor gebouwde kano- en roeistadion bij Taivallahti, maar door de Internationale Roei Federatie was deze accommodatie in verband met de windgevoeligheid hiervan afgekeurd. Hierdoor moest er uitgeweken worden naar een tijdelijk aangelegd roeibaan bij Meilahti, op circa 3 km afstand van het Olympisch Stadion. Het Nederlandse tweetal plaatste zich met een tijd van 8.00,4 in de series voor de halve finale. In de halve finale werden ze tweede in 7.45,6 waardoor ze alleen nog kans hadden om zich via de repache te plaatsen voor de finale. In de herkansing eindigde ze met een tijd van 7.44,7 als derde achter België en Argentinië en waren zodoende uitgeschakeld. 
In zijn actieve tijd was hij aangesloten bij Triton in Utrecht. Hij was werkzaam als scheikundige.

## Palmares

### roeien (twee zonder stuurman)
- 1952: herkansing OS - 7.44,7

Ben Binnendijk · 
Carl Kuntze